# Stadion Zimowy w Tychach
Das Stadion Zimowy w Tychach (deutsch Winterstadion in Tichau) ist eine Eissporthalle in der polnischen Stadt Tychy, Woiwodschaft Schlesien. Es ist die Heimspielstätte des Eishockeyvereins GKS Tychy, der in der Polska Hokej Liga spielt.

## Geschichte
Die damals noch unüberdachte Eisfläche wurde offiziell am 4. Dezember 1968 eröffnet. 1974 wurde die Spielfläche überdacht und 1978 wurden Tribünen und Wände hinzugefügt. 1992 modernisierte man das Kühlsystem und die Eisbahnoberfläche und das darunter liegende Rohrleitungssystem ersetzt. Im Sommer 2005 kam es zu einem Austritt von Ammoniak aus dem Kühlsystem, worauf die Halle vorübergehend geschlossen werden musste. 2007 wurde das Stadion Zimowy grundlegend renoviert und modernisiert. Zu den Arbeiten zählten u. a. Verstärkung der Dachkonstruktion, Bau neuer Umkleidekabinen, Austausch der alten Holz- durch Kunststoffsitze, Modernisierung der Videoüberwachung, Austausch der Spielzeituhr, Installation einer Großleinwand, Bau einer V.I.P.-Tribüne und einer Pressetribüne, Modernisierung der Verglasung und Einbau neuer Banden mit Plexiglas, Austausch der Beleuchtung, Austausch der Sanitär- und Heizungsanlage, der Zentralheizung und der mechanischen Lüftung sowie der Neubau der Elektroinstallation. Den Spielern stehen eine Sauna, ein Fitnessstudio, ein Trainingsraum und ein spezieller Massageraum zur Verfügung. Außerdem gibt es in der Halle elf Umkleidekabinen und einen Konferenzraum. Die Anlage wird insgesamt von 57 Kameras überwacht. Um die Eisarena steht eine Fläche mit etwa 200 Parkplätzen bereit. Das Stadion Zimowy bietet rollstuhlgerechte Plätze und verfügt über 2535 Sitzplätze. Am 16. Januar 2009 wurde die Spielstätte, als eine der modernsten Eishockeyhallen des Landes, in Anwesenheit von Sport- und Tourismusminister Mirosław Drzewiecki und Piotr Nurowski, Präsident des Polski Komitet Olimpijski, wiedereröffnet.